# رجال الحرب (لعبة فيديو)
رجال الحرب (بالروسية: В тылу врага 2: Лис пустыни)(بالانجليزية: Men Of War) وهي لعبة استراتيجية الوقت الحقيقي من تطوير شركة بيست واي و Digitalmindsoft [الإنجليزية] وتوزيع
1C Company.
تدور احداث اللعبة في الحرب العالمية الثانية في شرق اوروبا واليونان وشمال أفريقيا.

## ميزات

### محاكاة الواقع
- كل جندي ومركبة لهم العدد المحدود من الذخيرة (ويمكن الحصول على الذخائر من الأرض والجنود القتلى والمركبات المحطمة).
- لا تعمل المركبات إلى بوجود جنود فيها ويمكنك ادخالهم واخراجهم في أي وقت وكما تشاء.
- كل اجزاء المركبة المحطمة يمكن اصلاحها وليست ذات قيمة محدودة.
- خط الافق يحسب بدقة.
- يستطيع الجنود الدخول والتنقل بحرية داخل المباني المفتوحة.
- لا يمكن لبعض القذائف والرصاص اختراق بعض الاجسام الصلبة.
- يمكن تدمير أي شيء تقريبا.
- ينتشر الحريق.

### التحكم المباشر
احد أكبر ميزات اللعبة حيث يمكنك التحكم باجندي والمركبات الماهولة بشكل مباشر (أي أنت تحركه وتجعله يطلق النار).

## الحملات

### الحملة السوفيتية
تبدا بالضابطان أليكسي كوزنيتسوف وفيكتور سميرنوف وبعض جنود الجيش الاحمر حيث يقاتلون مركبة استطلاع ألمانية ثم يذهبون لاصلاح دبابة ويدمرون قاعدة للجيش الألماني وبعد ذلك يذهبون للدفاع عن قاعدة سوفيتية حتى يسير القطار المليئ بالمعدات ثم يهرب فيكتور سميرنوف على القطار ولا يستطيع أليكسي كوزنيتسوف الهروب فيعتقله الالمان ثم ياخذونه إلى قائد ألماني لاخذ المعلومات لكن يتمكن من الهرب بسبب مقاومة مسلحة من بعض المدنيين السوفيت ثم يهرب أليكسي بعد ذلك تبدء معركة موسكو حيث يستطبع فيكتور طرد الالمان بعد ذلك يتمكن أليكسي من الهرب إلى الجيش لكن يجعلونه جندي بسيط بعد ذلك يتمكن من تدمير قاعدة ألمانية ثم يدافعون على قاعدة سوفيتية فيصاب أليكسي في المعركة ويصبح من القوات الخاصة ثم يتجسسون على قاعدة ألمانية ثم يتمكن فيكتور من تدميرها بجيشه يعد ذلك يهرب أليكسي إلى قاعدة ألمانية لاخذ العلاج لاحد اصدقائه المصابين ثم يستولون على طائرة ويهربون ثم يشنون هجوم على قاعدة ألمانية فيصلحون غواصة ويهربون بعد ذلك يعلن خبر سقوط برلين بيد السوفيت وانتهاء الحرب ورقص الجنود السوفيت امام ابواب
بوندستاغ (البرلمان الألماني).

### الحملة الألمانية
تبدا باجندي غانثر بروغ في معركة كريت عند هبوط المظليين الالمان فيقاتلون البريطانيين ويستولون على المركبات ويسيطرون على المطار ثم يذهبون إلى ليبيا لمساعدة الايطاليين فيشن البريطانيين هجوما على القاعدة الألمانية فتدافع عنها ثم تشن هجوما على قاعدة بريطانية كبيرة ثم تسيطر عليها ثم تسيطر على قاعدة أخرى ثم يحاصر جيشك في تونس في أحد الموانئ ثم تدافع حتى يكتمل تحميل السفينة بامعدات ثم تنتهي الحملة.

### الحملة البريطانية-الأمريكية (الحلفاء)
تبدا باجندي تيري بالمر مع بعض الجنود بالسيطرة على القواعد الألمانية في شمال افريقيا بالتعاون مع البريطانيين والفرنسسين.

### مراحل اضافية
مراحل اضافية حيث تلعب بالالمان والسوفيت والحلفاء

## اللعب الجماعي
تلعب اللعبة جماعيا عبر الإنترنت فيختار اللاعب:
- الفيرماخت (ألمانيا)
- الجيش الاحمر (الاتحاد السوفيتي)
- الجيش الأمريكي (الولايات المتحدة)
- جيش الكومنولث (بريطانيا)

ويمكن اللعب ب (16 لاعب)

## التطوير
تم تطوير نسخ عديدة للعبة
- رجال الحرب: المد الاحمر
- رجال الحرب: هجوم الفرقة
- رجال الحرب: فيتنام
- رجال الحرب: الابطال المدانون
- رجال الحرب: هجوم الفرقة 2

وهناك اجزاء سابقة للعبة
- الجنود: ابطال الحرب العالمية الثانية
- وجوه الحرب

## التقييم
- ميتاكريتيك 80 من 100
- اوروكومر 90 من 100
- جيم سبوت 75 من 100
- أي جي ان 80 من 100
- العاب الكومبيوتر (المملكة المتحدة) 85 من 100
- مجلة بولندا للعب 70 من 100